# 868

## Догађаји
- Википедија:Непознат датум — Владавина династије Абасида у Багдаду.

- Краљ Карло Ћелави састаје се са својим братом Лујем Немaчким у Мецу. Слажу се око поделе Лотарингије, која је припадала бившем цару Лотару I (сада у поседу његових синова Лотара II и Луја II).
- Соломон, војвода („краљ“) од Бретање, води заједнички поход против Викинга из Лоаре. Приморан је да брани југоисточну Бретању без помоћи и мобилише прикупљене војнике у Поатјеу како би поразио Викинге.
- Ал-Андалуз: Град Мерида устаје против власти Омејада. Емир Мухамед I поново преузима контролу и руши зидине града. У знак одмазде подржава ривалску творевину Бадахоз.
- Округ Португал је основан око града Портус Кале (данашњи Порто) од стране Вимаре Переса, астуријског племића, након поновног освајања региона северно од реке Доуеро од Мавара.
- Алфред Велики жени се Елсвит (ћерком Етелреда, познатог као Мусел, елдормана Гаина). Подржава свог брата Етелреда I у његовој одлуци да склопи савез са Мерсијом.
- Краљ Бургред од Мерсије апелује на Етелреда I за помоћ у отпору Великој паганској војсци. Данци окупирају Нотингем и остају преко зиме без озбиљног отпора. Краљ Аед Финдлијат тера освајаче Данце и Норвежане из Ирске, након што их је победио у бици код Килинера.
- 15. септембар – Ахмад ибн Тулун, турски генерал, послат је у Египат као гувернер од стране абасидског калифа Ел-Мутаза. Постаје оснивач династије Тулунида (до 905. године).
- Муслиманско-арапске снаге под командом Мухамеда II, емира династије Аглабида (данашњи Тунис), освајају острво Малту и упадају у копнени део Италије.
- 11. мај – Произведена је најранија постојећа штампана књига, илустровани свитак Дијамантске сутре („Савршенство мудрости“), откривен у Дунхуангу (Западна Кина).